# Lirica
Koordinati:   42°52′27″N, 17°25′34″E
Lirica je majhen nenaseljen otoček v Jadranskem morju, ki pripada Hrvaški.
Lirica leži pred zahodno obalo polotoka Pelješca na južnem delu zaliva Žuljana. Površina otočka, na katerem je svetilnik, meri 0,022 km². Dolžina obalnega pasu je 0,67 km.
Iz pomorske karte je razvidno, da svetilnik, ki stoji na zahodni obalo otočka, oddaja svetlobni signal:B DBl 10s. Nazivni domet svetilnika je 9 milj.